# ميكلوس بالنت
ميكلوس بالنت (بالمجرية: Bálint Miklós)‏ هو مجدف مجري، ولد في 4 ديسمبر 1957 في بودابست في المجر.

## وصلات خارجية
- ميكلوس بالنت على موقع الاتحاد الدولي للتجديف (الإنجليزية)
- ميكلوس بالنت على موقع اللجنة الأولمبية الدولية (الإنجليزية)
- ميكلوس بالنت على موقع أوليمبيديا (الإنجليزية)